# Poa deschampsioides
Poa deschampsioides är en gräsart som beskrevs av Jisaburo Ohwi. Poa deschampsioides ingår i släktet gröen, och familjen gräs. Inga underarter finns listade i Catalogue of Life.